# Giulia Zardini Lacedelli
Giulia Zardini Lacedelli, född 29 januari 2003 i Pieve di Cadore, är en italiensk curlingspelare som representerar det italienska landslaget.

## Biografi
Giulia Zardini Lacedelli har medverkat vid 4 världsmästerskap och 5 europamästerskap. Vid europmästerskapen i curling 2023 tog hon silver i lagtävlingen.